# Stenelmis moapa
Stenelmis moapa är en skalbaggsart som beskrevs av La Rivers 1949. Stenelmis moapa ingår i släktet Stenelmis och familjen bäckbaggar. Inga underarter finns listade i Catalogue of Life.